# Cinco (álbum de Silva)
Cinco é o sexto álbum de estúdio do cantor, compositor e multi instrumentista Silva. O álbum reúne 14 faixas inéditas do músico e foi lançado no dia 11 de dezembro de 2020 pela Farol Music. O álbum conta com colaborações de Anitta, João Donato e Criolo.

## Divulgação
Silva realizou uma live para divulgar o álbum em 8 de maio de 2021 na sua cidade natal, Vitória, Espírito Santo.

### Singles
- O primeiro single "Passou Passou" foi lançado em 29 de outubro de 2020.[6]
- "Sorriso de Agogô" foi lançado como segundo single do álbum em 19 de novembro de 2020.[7]

## Recepção
Mauro Ferreira do portal G1 avaliou o álbum em 4/5 estrelas, argumentando: "[Cinco] é álbum fácil, mas jamais apelativo (...) [Silva] atinge ponto de maturação neste disco assumidamente pop que conserva a brasilidade tropical do álbum de 2018, mas vai um pouco além."

## Lista de faixas
| N.º            | Título                         | Compositor(es)          | Produtor(es)         | Duração |  |
| 1.             | "Passou Passou"                | Lúcio Silva Lucas Souza | Lúcio Silva          | 2:09    |  |
| 2.             | "Sorriso de Agogô"             | Silva Souza             | Silva                | 3:16    |  |
| 3.             | "No Seu Lençol"                | Silva Souza             | Silva                | 2:49    |  |
| 4.             | "Pausa Para A Solidão"         | Silva Souza             | Silva                | 3:07    |  |
| 5.             | "Não Vai ter Fim"              | Silva Souza             | Silva                | 3:49    |  |
| 6.             | "Jogo Estranho"                | Silva Souza             | Silva                | 2:47    |  |
| 7.             | "Facinho" (com Anitta)         | Silva Souza             | Silva                | 2:39    |  |
| 8.             | "Você"                         | Silva Souza             | Silva                | 4:01    |  |
| 9.             | "Quimera"                      | Silva Souza             | Silva                | 3:03    |  |
| 10.            | "Não Sei Rezar"                | Silva Souza             | Silva                | 3:04    |  |
| 11.            | "Furada"                       | Silva Souza             | Silva                | 3:27    |  |
| 12.            | "Quem Disse" (com João Donato) | Silva Souza             | Silva                | 4:14    |  |
| 13.            | "Soprou" (com Criolo)          | Silva Souza Criolo      | Silva                | 5:02    |  |
| 14.            | "Má Situação"                  | Silva Souza             | Pretinho da Serrinha | 5:19    |  |
| Duração total: | Duração total:                 | Duração total:          | Duração total:       | 48:55   |  |

## Histórico de lançamento
| País   | Data                   | Formato(s)          | Gravadora   | Ref.  |
| ------ | ---------------------- | ------------------- | ----------- | ----- |
| Mundo  | 11 de dezembro de 2020 | CD Download digital | Farol Music | [ 1 ] |
| Brasil | 16 de março de 2021    | LP                  | Farol Music | [ 8 ] |